# Бриен (линейный корабль, 1813)
«Бриен» — парусный 74-пушечный линейный корабль Черноморского флота Российской империи.

## Описание корабля
Один из одиннадцати парусных линейных кораблей типа «Анапа», строившихся для Черноморского флота в Херсоне и Николаеве с 1806 по 1818 год. Длина корабля составляла 54,9 метра, ширина по сведениям из различных источников от 14,5 до 14,7 метра, а осадка от 6,5 до 6,6 метра. Артиллерийское вооружение корабля состояло из 74 орудий.
Был назван в честь сражения 20 января 1814 года между союзными и наполеоновскими войсками у города Бриен. После спуска в книгах адмиралтейства значился под № 6, имя «Бриен» получил в 1814 году.

## История службы
Корабль «Бриен» был заложен в Херсоне и после спуска на воду вошел в состав Черноморского флота. В 1814 году перешёл из Херсона в Севастополь.
В составе эскадр находился в практических плаваниях в Чёрном море в 1815—1820 годах. 7 июня 1816 года выходил в море с великим князем Николаем Павловичем на борту. 17 мая 1818 года в составе эскдры находился на Севастопольском рейде во время визита на корабли императора Александра I.
В 1826 году корабль «Бриен» переоборудован в блокшив. 

## Командиры корабля
Командирами линейного корабля «Бриен» в разное время служили:
- К. Д. Сальти (1813—1820 годы);
- И. В. Барановский (1824—1826 годы).